# Oliver Kirch
Oliver Kirch (Soest, 1982. augusztus 21. –) német visszavonult labdarúgó-középpályás, de hátvédként is bevethető volt.

## Pályafutása
Kirch  ötéves  korában kezdte a labdarúgást, 1992-ben került a SuS Legden akadémiájára, ahol 9 évet töltött. Ezután a SuS Stadtlohn, majd az SpVgg Vreden akadémiájának tagja lett. Kirch az SC Verlben mutatkozott be a profik között a 2002–03-as szezonban, mielőtt a 2003–04-es szezonra a Borussia Mönchengladbach játékosa lett, első profi szezonjában nyolc meccsen játszott. A 2007–08-as Bundesliga-szezonban Kirch az Arminia Bielefeldbe igazolt, első meccsén meglőtte első Bundesliga-gólját.
Kirch a 2010–11-es szezonban igazolt az 1. FC Kaiserslauternhez, hároméves szerződést írt alá. Április 21-én, a 32. fordulóban lőtte első szezonbeli gólját, idegenben győzték le 2–1-re a Hertha BSC-t.
Kirch a 2012–13-as szezonban szegődött a német bajnok Borussia Dortmundhoz. Kétéves szerződést írt alá, amely 2014. június 30-ig szól.
Első dortmundi bajnoki gólját a 32. fordulóban szerezte a Bayer 04 Leverkusen elleni 2–2 alkalmával.

## Magánélete
Kirch és menyasszonya, Jana Flötotto 2011-ben házasodtak össze, a polgári esküvő helyszíne decemberben a New York-i Central Park volt, az egyházi szertartás az Észak-Rajna-Vesztfália-tartománybeli Gütersloh apostoli templomában volt 2012. májusában.

## Statisztikák

### Klubcsapatban
2014. szeptember 13. szerint
| Klub                     | Szezon   | Bajnokság | Bajnokság | Kupa  | Kupa | Szuperkupa | Szuperkupa | Európa | Európa | Összesen | Összesen |
| Klub                     | Szezon   | Meccs     | Gól       | Meccs | Gól  | Meccs      | Gól        | Meccs  | Gól    | Meccs    | Gól      |
| ------------------------ | -------- | --------- | --------- | ----- | ---- | ---------- | ---------- | ------ | ------ | -------- | -------- |
| SC Verl                  | 2002–03  | 32        | 3         | 0     | 0    | —          | —          | —      | —      | 32       | 3        |
| SC Verl                  | Összesen | 32        | 3         | 0     | 0    | —          | —          | —      | —      | 32       | 3        |
| Borussia Mönchengladbach | 2003–04  | 8         | 0         | 1     | 0    | —          | —          | —      | —      | 9        | 0        |
| Borussia Mönchengladbach | 2004–05  | 0         | 0         | 0     | 0    | —          | —          | —      | —      | 0        | 0        |
| Borussia Mönchengladbach | 2005–06  | 0         | 0         | 0     | 0    | —          | —          | —      | —      | 0        | 0        |
| Borussia Mönchengladbach | 2006–07  | 14        | 0         | 0     | 0    | —          | —          | —      | —      | 14       | 0        |
| Borussia Mönchengladbach | Összesen | 22        | 0         | 1     | 0    | —          | —          | —      | —      | 23       | 0        |
| Arminia Bielefeld        | 2007–08  | 25        | 3         | 3     | 0    | —          | —          | —      | —      | 28       | 3        |
| Arminia Bielefeld        | 2008–09  | 26        | 0         | 2     | 0    | —          | —          | —      | —      | 28       | 0        |
| Arminia Bielefeld        | 2009–10  | 20        | 4         | 1     | 0    | —          | —          | —      | —      | 21       | 4        |
| Arminia Bielefeld        | Összesen | 71        | 7         | 6     | 0    | —          | —          | —      | —      | 77       | 7        |
| 1. FC Kaiserslautern     | 2010–11  | 29        | 0         | 4     | 0    | —          | —          | —      | —      | 33       | 0        |
| 1. FC Kaiserslautern     | 2011–12  | 23        | 1         | 3     | 0    | —          | —          | —      | —      | 26       | 1        |
| 1. FC Kaiserslautern     | Összesen | 52        | 1         | 7     | 0    | —          | —          | —      | —      | 59       | 1        |
| Borussia Dortmund        | 2012–13  | 4         | 0         | 0     | 0    | 0          | 0          | 2      | 0      | 6        | 0        |
| Borussia Dortmund        | 2013–14  | 8         | 1         | 3     | 0    | 0          | 0          | 1      | 0      | 12       | 1        |
| Borussia Dortmund        | 2014–15  | 0         | 0         | 1     | 0    | 1          | 0          | 0      | 0      | 2        | 0        |
| Borussia Dortmund        | Összesen | 12        | 1         | 4     | 0    | 1          | 0          | 3      | 0      | 20       | 1        |
| Összesen                 | Összesen | 189       | 11        | 18    | 0    | 1          | 0          | 3      | 0      | 211      | 12       |

1. ↑  DFB-Pokal
2. ↑  DFL-Supercup
3. ↑  UEFA-bajnokok ligája és Európa-liga

## Sikerei, díjai

### Klubcsapatban
Borussia Dortmund
- DFL-szuperkupa: 2013, 2014
- UEFA-bajnokok ligája Ezüstérmes: 2013

## Fordítás
Ez a szócikk részben vagy egészben  az   Oliver Kirch című angol Wikipédia-szócikk ezen változatának fordításán alapul.  Az eredeti cikk szerkesztőit annak laptörténete sorolja fel. Ez a jelzés csupán a megfogalmazás eredetét és a szerzői jogokat jelzi, nem szolgál a cikkben szereplő információk forrásmegjelöléseként.